# Koșarevo, Pernik
Koșarevo (în bulgară Кошарево) este un sat în comuna Breznik, regiunea Pernik,  Bulgaria. 

## Demografie
Componența etnică a satului Koșarevo
     Bulgari (75,49%)
     Nicio identificare (24,5%)
     Altele (0%)
La recensământul din 2011, populația satului Koșarevo era de 253 locuitori. Din punct de vedere etnic, majoritatea locuitorilor (75,49%) erau bulgari. Pentru 24,5% din locuitori nu este cunoscută apartenența etnică.